# Plans d'action pour le milieu marin
Les plans d'action pour le milieu marin (PAMM) sont le moyen de mise en œuvre de l'action de l'Union européenne pour le milieu marin dans les « eaux européennes ». 
L'article 1 de la Directive cadre Stratégie pour le milieu marin impose une obligation de résultat : l'atteinte d'un Bon État Écologique en 2020, sans possibilité de report de délai ou d'objectif ultérieur ouverte dans la Directive, bien que quelques dérogations soient possibles .
Le PAMM doit être produit avec une approche écosystémique ; 

Il doit s'appuyer sur un état des lieux de l'environnement marin ;

Il peut être mis en œuvre dès 2012 (et avant 2018 au plus tard) ;

Il vise le « bon état écologique du milieu marin », au plus tard en 2021, ce qui implique une amélioration de l'état de conservation de la biodiversité marine, et non un focus sur quelques « espèces-phare » ; ainsi que (considérant 1 de la directive) « la sûreté, la propreté, le bon état sanitaire et la productivité » du milieu marin. La directive a cependant exclu de son champ le contrôle des rejets et des émissions résultant de l'utilisation de matières radioactives, car il est prévu par les articles 30 et 31 du traité Euratom. De plus, pour des régions marines très polluées (Baltique par exemple), la directive admet que, « dans des situations et des zones spéciales, un État membre puisse se trouver dans l’impossibilité d'atteindre le niveau ambitieux auquel les objectifs environnementaux de la directive ont été fixés ».

Date butoir : « l'utilisation durable des mers et la conservation des écosystèmes marins » doit être atteint avant la fin de l'année 2020.

## Objectif; le«bon état écologique»
L'objectif final est le « bon état écologique » (BEE) des milieux marins, défini non pas comme l'écopotentialité absolue ou l'état de naturalité vierge et non affecté par les activités humaines parfois dit « pristine », mais comme suit (article 3) ;
« l'état écologique des eaux marines tel que celles-ci conservent la diversité écologique et le dynamisme d'océans et de mers qui soient propres, en bon état sanitaire et productifs dans le cadre de leurs conditions intrinsèques, et que l’utilisation du milieu marin soit durable, sauvegardant ainsi le potentiel de celui-ci aux fins des utilisations et activités des générations actuelles et à venir », ce qui implique un « bon fonctionnement des écosystèmes marins » ; « notion scientifique, qui peut être qualifiée voire quantifiée ».
Ce "bon état" est à préciser, en référence à l'Évaluation Initiale et en respectant une méthode fixée par une décision européenne de 2010, pour 11 descripteurs fixés par l'annexe I de la Directive ; pour chaque sous-région marine, descripteur par descripteur sous l'égide du ministère de l’Écologie, sur des bases scientifique et techniques, en associant les experts de nombreux organismes de recherche (MNHN, CNRS, BRGM, SHOM…), et sous la coordination de l'Ifremer. Leur travail a fait l'objet d'un rapport de synthèse, dont le contenu a été diffusé une première fois à l'occasion d'une session du Conseil maritime de façade de Méditerranée (3 juillet 2012). Un projet d'arrêté sur bon état écologique est soumis à consultation (de juillet à oct 2012).

La cohérence avec les travaux, méthodes, niveaux d'ambitions et critères retenus par les pays voisins est assurée par le ministère de l'Écologie.
Les 11 conditions (descripteurs) sont à réunir pour atteindre le bon état :
1. La diversité biologique est conservée. La qualité des habitats et leur nombre, ainsi que la distribution et l’abondance des espèces sont adaptées aux conditions physiographiques, géographiques et climatiques existantes (suivi en France par le MNHN)
2. Les espèces non indigènes introduites par le biais des activités humaines sont à des niveaux qui ne perturbent pas les écosystèmes (suivi en France par le MNHN) ;
3. Les populations de tous les poissons et crustacés exploités à des fins commerciales se situent dans les limites de sécurité biologique, en présentant une répartition de la population par âge et par taille qui témoigne de la bonne santé du stock (suivi en France par l'Ifremer) ;
4. Tous les éléments constituant le réseau trophique marin, dans la mesure où ils sont connus, sont présents en abondance et diversité normales et à des niveaux pouvant garantir l’abondance des espèces à long terme et le maintien total de leurs capacités reproductives (suivi en France par le CNRS/INEE) ;
5. L’eutrophisation d’origine humaine, en particulier pour ce qui est de ses effets néfastes, tels que l’appauvrissement de la biodiversité, la dégradation des écosystèmes, la prolifération d’algues toxiques et la désoxygénation des eaux de fond, est réduite au minimum (suivi en France par l'Ifremer) ;
6. Le niveau d’intégrité des fonds marins garantit que la structure et les fonctions des écosystèmes sont préservées et que les écosystèmes benthiques, en particulier, ne sont pas perturbés (suivi en France par le BRGM) ;
7. Une modification permanente des conditions hydrographiques ne nuit pas aux écosystèmes marins. (suivi en France par le SHOM)
8. Le niveau de concentration des contaminant ne provoque pas d’effets dus à la pollution (suivi en France par le Ifremer) ;
9. Les quantités de contaminants présents dans les poissons et autres fruits de mer destinés à la consommation humaine ne dépassent pas les seuils fixés par la législation communautaire ou autres normes applicables (suivi en France par l'ANSES) ;
10. Les propriétés et les quantités de déchets marins ne provoquent pas de dommages au milieu côtier et marin (suivi en France par l'Ifremer) ;
11. 11 a & b ; L’introduction d'énergie, y compris de sources sonores sous-marines, s’effectue à des niveaux qui ne nuisent pas au milieu marin. Énergie sonore (suivi en France par le SHOM et l'Ifremer) ;

## Consultations des institutions et du public
En application de la Convention d’Aarhus et comme le veut la directive 2003/35/CE, les États membres veillent à permettre la participation active du public et des parties intéressées à la mise en œuvre de la  directive.

La directive elle-même a fait l'objet d'un processus de consultation (de 2002 à 2004), avant son adoption par la commission européenne le 17 octobre 2007. 
En 2012, les plans d'action pour le milieu marin (PAMM) de la DCSMM ont été rédigés (avant le 15 juillet 2012, conformément à la directive). 

Après une première consultation spécifiquement réservée à certains acteurs institutionnels (Conseil maritime de façade de la sous-région marine « Méditerranée occidentale », comités de bassin concernés, conseils généraux et régionaux des départements et régions littoraux, collectivité territoriale de Corse, chambres consulaires, Agences régionales de santé concernées, les comités régionaux et départementaux des pêches maritimes et des élevages marins et comité régional de la conchyliculture de Méditerranée), associations agréées de protection de l’environnement agissant pour la protection du milieu marin, chef d’état-major de la marine nationale, conformément à la législation), et aux acteurs du littoral des 4 sous-régions marines concernées : Manche – mer du Nord (résumé), mers celtiques, du golfe de Gascogne et Méditerranéenne occidentale. Un résumé de la définition du bon état écologique était également en consultation.

Sur les bases du rendus de ces consultations « littorales » (organisations socio-professionnelles, associations d’usagers, ONG…), une consultation plus large a été ouverte intitulée « Mer propre, mer vivante ? Donnez-nous votre avis ! » (16 juillet au 16 octobre 2012).

### En France
Un décret de 2012 achève de transposer cette stratégie dans le droit français. 
Il vise le bon état écologique du milieu marin au plus tard en 2020, pour toutes les zones marines « européennes » sous souveraineté ou juridiction française, soit quatre sous-régions marines : 
1. la Manche–mer du Nord ;
2. la Mer Celtique ;
3. le Golfe de Gascogne ;
4. la Méditerranée.

- La France doit élaborer et mettre en œuvre dans ces zones un « PAMM » (plans d'action pour le milieu marin) ; subsidiairement, sous la responsabilité des préfets maritimes et des régions concernées. En février 2014 le gouvernement a souhaité via une circulaire[13], rapprocher du PAMM les SDAGEs (en cours de révision). Il s'agit de mieux les articuler[14] et mettre en cohérence l'application des deux directives (la directive cadre sur l'eau (DCE) et la directive cadre stratégie pour le milieu marin (DCSMM) qui cadrent ces outils et documents de gestion qui sont mis en place selon des méthodes et structurations proches et avec des objectifs proches : les deux directives visent le bon état des eaux et elles ont un périmètre géographique qui coïncide sur la zone côtière. Certains poissons migrateurs (saumons, truites de mer, anguilles, lamproie marine) pourraient bénéficier d'une gestion plus cohérente.

## Contenu des PAMM
Chaque PAMM comprend une évaluation initiale des eaux marines et de l'impact environnemental des activités humaines sur les eaux concernées. 

Il précise la définition du bon état écologique pour chaque région maritime européenne

Il contient des objectifs environnementaux 

Il définit 11 indicateurs associé
Le plan doit notamment :
1. protéger et conserver les écosystèmes, ou rétablir leur fonctionnement, les processus et la structure de la biodiversité;
2. prévenir et éliminer progressivement la pollution marine (en grande partie d'origine « terrigène ») ;
3. contenir l'utilisation des services et des biens marins et les autres activités menées dans ce milieu à des niveaux compatibles avec les usages futurs et les écosystèmes marins.

Ces plans doivent notamment contribuer à améliorer la connaissance et la protection des habitats marins et des espèces marines, et pour cela identifier et protéger les Corridor biologique sous-marin les plus importants et/ou vulnérables. 
Quand une même région marine est sous responsabilité de plusieurs états-membres, ceux-ci doivent élaborer « en coopération étroite » leurs Plans d'action, toujours sur la base d'une évaluations détaillées de l'état de l'environnement marin.

## Validation, mises à jour
- Validations européennes : Ces programmes, préparés par les États, seront contrôlés et approuvés par la Commission européenne (qui peut rejeter tout ou partie du cadre communiqué par un État membre si elle le juge non conforme à la directive).
- Mise à jour : La stratégie nationale doit être mise à jour tous les 6 ans, à partir d'une évaluation et d’un rapport intermédiaire décrivant les progrès réalisés dans la mise en œuvre de ce programme, publié 3 ans après chaque mise à jour[16]. La notion de Bon État Écologique (BEE) sera également révisée tous les six ans, en raison « du caractère dynamique des écosystèmes marins, de leur variabilité naturelle et de l’évolution des pressions et impacts qui s’exercent sur le milieu ».
- Monitoring : Pour les besoins d'évaluation, les États devront mette en œuvre un programme de surveillance permanente et d'évaluation périodique de l'état des eaux marines dans le respect des exigences communautaires et internationales en vigueur, des besoins de la région marine concernée, en soumettre les travaux préparatoires et les programmes de mesures à l'approbation de la Commission).

## Contexte réglementaire international
- Convention des Nations unies sur le droit de la mer (UNCLOS)
- Convention sur la diversité biologique
- Convention pour la protection du milieu marin de l'Atlantique du Nord-Est, dite "Convention OSPAR"
- Convention pour la protection du milieu marin et de la zone côtière de la Méditerranée, dite "Convention de Barcelone" (modifiée en 1995 et approuvée par la décision 77/585/CEE du Conseil JO L 240 du 19.9.1977, p. 1. Décision modifiée par la décision 99/802/CE ; JO L 322 du 14.12.1999), et son protocole sur la protection de la mer Méditerranée contre la pollution d'origine tellurique (approuvé par le conseil ; décision 83/101/CEE ; JO L 67 du 12.3.1983, p. 1.)

## PAMM et pêche
Les effets attendus sur la pêche devraient être positifs à moyen et long terme via une meilleure protection des habitats et écosystèmes. Sur la base d'avis scientifiques – ils pourraient inclure des mesures prises via la politique commune de la pêche définie dans le règlement (CE) no 2371/2002 du Conseil du 20 décembre 2002 relatif à la conservation et à l'exploitation durable des ressources halieutiques dans le cadre de la politique commune de la pêche.

Ils peuvent comprendre des mesures de lutte contre la pêche illicite et non réglementée ou non déclarée.

## Coopération
« En raison du caractère transfrontalier du milieu marin », la Directive invite les États-membres à  coopérer activement non seulement entre eux, mais avec les pays tiers concernés.

## Budgets
En 2010 (30 septembre), la Commission européenne a présenté un projet de règlement européen visant à poursuivre la mise en œuvre de la « politique maritime intégrée », établie en 2007, pour la période 2011-2013, avec à un financement de 50 millions d’euros.  Cette politique vise une meilleure transversalité des secteurs (transports, pêche, douanes et protection de l'environnement). Le règlement sera ensuite examiné par le Conseil et le Parlement européen.

## Mise en œuvre par la France
En France, le Grenelle de la mer, lancé en 2009, a proposé au Gouvernement de nouveaux outils et cadres juridiques pour mieux appliquer cette directive, en particulier la création de conseils maritimes de façade et de documents stratégiques de façade. La loi dite "Grenelle 2" du 12 juillet 2010 met en place le nouveau dispositif. Chaque document stratégique de façade (DSF) comprendra un volet consacré à la mise en œuvre de la directive cadre, les plans d'action pour le milieu marin.